# Сновськ (пункт контролю)
51°48′52.7″ пн. ш. 31°56′35.7″ сх. д. / 51.814639° пн. ш. 31.943250° сх. д.
Сновськ — пункт пропуску через державний кордон України на кордоні з Білоруссю.
Розташований у Сновському районі Чернігівській області на однойменній станції в місті Сновськ на залізничній лінії Бахмач — Гомель (Білорусь). Відстань до державного кордону — 53 км. З білоруського боку знаходиться пункт пропуску на станції Терехівка.
Вид пункту пропуску — залізничний. Статус пункту пропуску — міжнародний.
Характер перевезень — пасажирський, вантажний.
Окрім радіологічного, митного та прикордонного контролю, пункт пропуску «Сновськ» здійснює санітарний, фітосанітарний, ветеринарний та екологічний контроль.
Пункт пропуску «Сновськ» входить до складу митного посту «Сновськ» Чернігівської митниці. Код пункту контролю — 20506 09 00 (12).

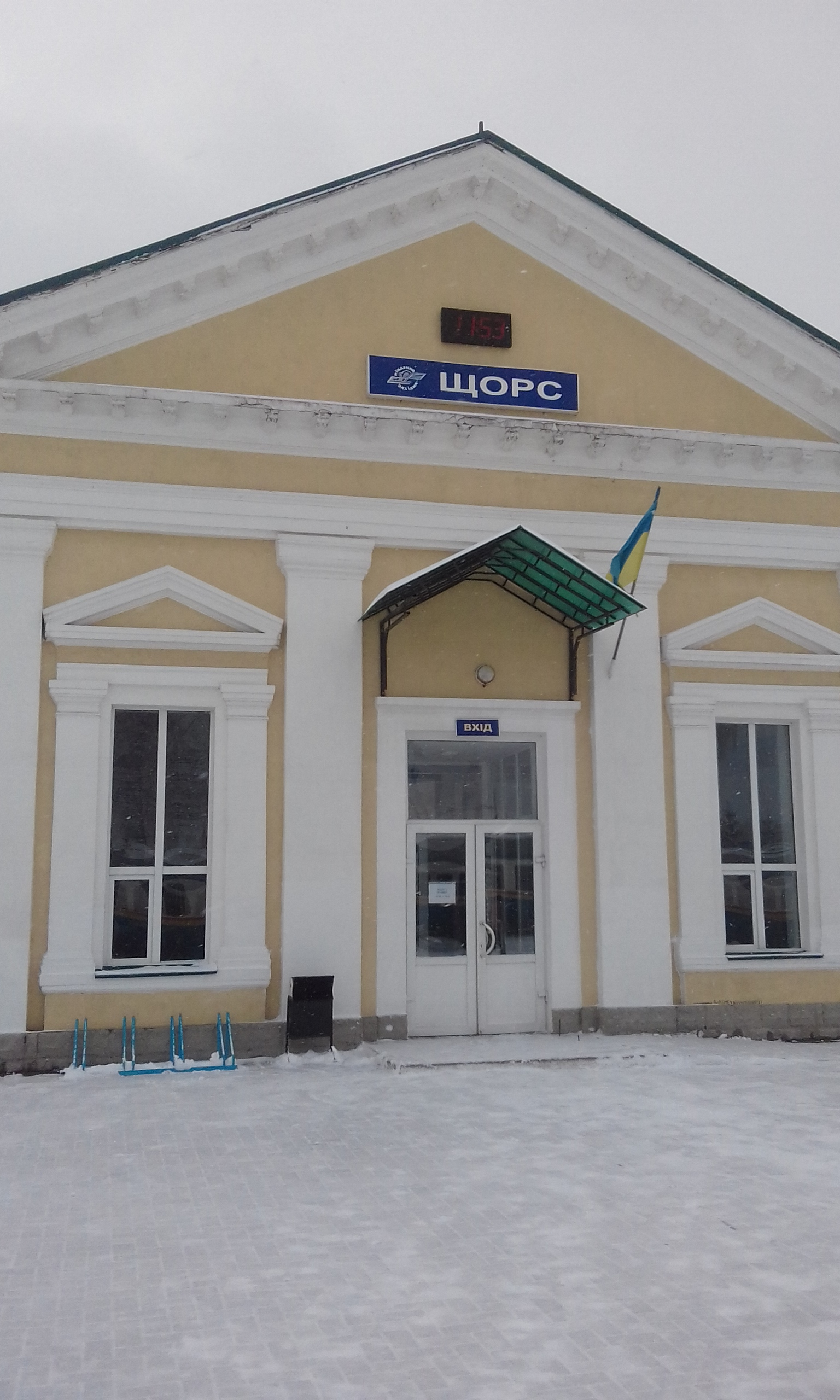
Вокзал
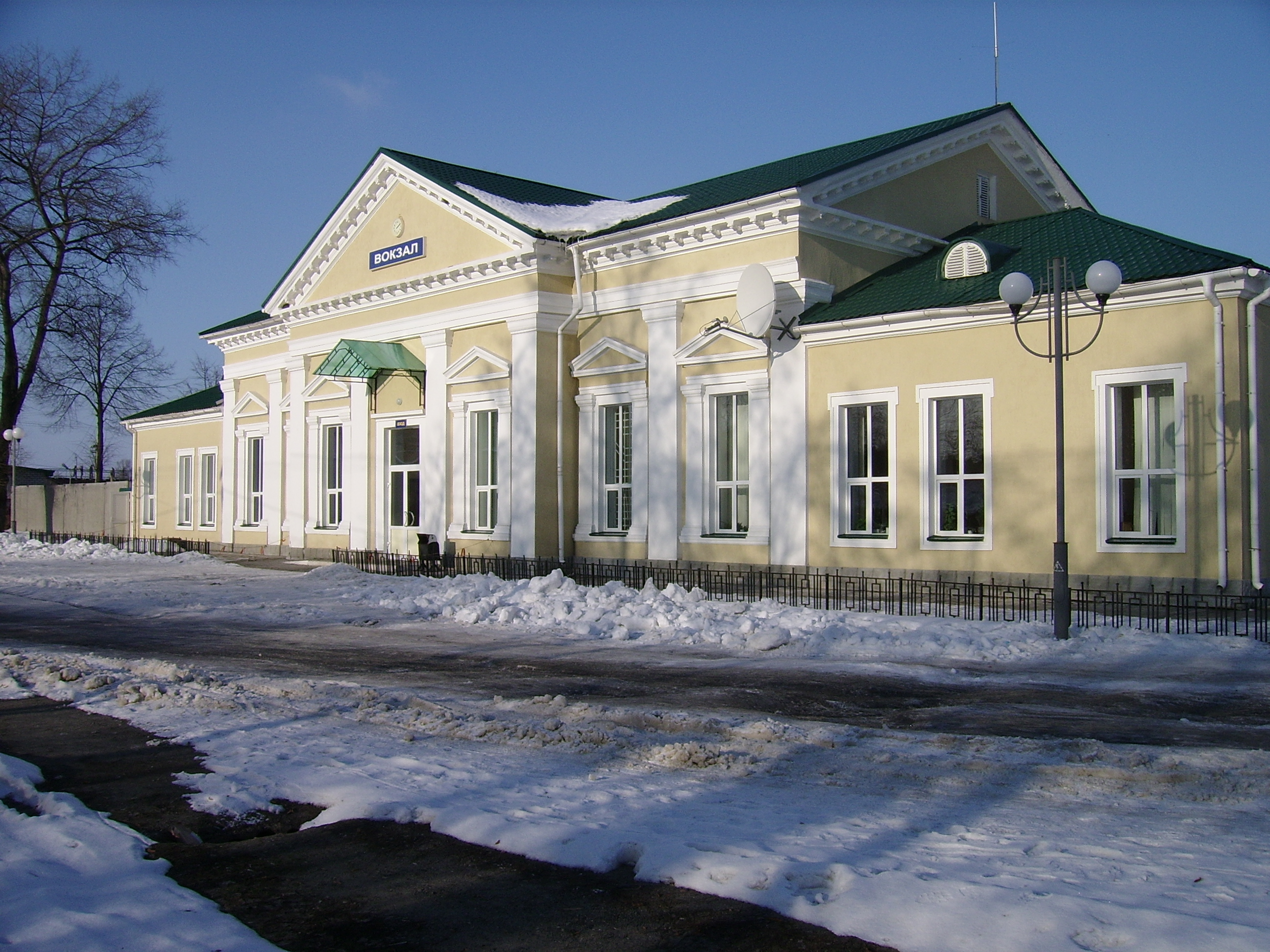
Залізнична станція Сновськ
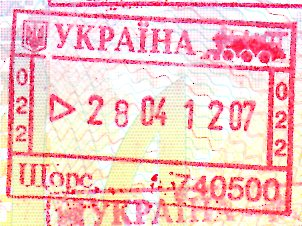
Штамп пункту пропуску «Щорс»